# Den mähriske port
Den mähriske port (tjekkisk: Moravská brána) er et lavt pas mellem bjergkæderne Karpaterne og Sudeterne i Tjekkiet, 310 moh. Passet ligger på vandskellet mellem floderne Morava i syd og Oder i nord. Det er således en del af vandskellet mellem Donau på den ene side og floderne som løber ud i Østersøen og Nordsøen på den anden side. Den mähriske port ligger nær det laveste punkt på dette vandskel. Passet ligger 3 km nordøst for byen Hranice na Moravě.
Den mähriske port har siden oldtiden været en naturlig del af handelsvejene mellem middelhavslandene og Østersøen. I dag går jernbanen mellem Mähren og Schlesien gennem passet.